# Rudolf Debiel
Rudolf Debiel (* 9. Februar 1931 in Porselen; † 15. Oktober 2015 in Köln) war ein deutscher Theater- und Filmschauspieler, Autor und Theaterleiter.

## Leben
Rudolf Debiel studierte Philosophie an der Universität Bonn und wurde 1957 mit der Dissertation Die Metaphorik des Schauspielerischen zum Dr. phil. promoviert. 1960 führte er Regie am Stadttheater Oberhausen in Die Narrenkappe.
Er begann seine Laufbahn als Schauspieler 1968 mit der Fernsehproduktion Mord in Frankfurt. Ein Jahr später betätigte er sich auch als Produzent beim von Peter Zadek inszenierten Film Rotmord.
Bundesweite Bekanntheit erreichte er als Mann mit Aktentasche und Hut in der erfolgreichen WDR-Kinderserie Der Spatz vom Wallrafplatz. Regie hierbei führte Armin Maiwald, Marionettenspieler war der mit Debiel befreundete Rudolf Fischer.
Es folgten zahlreiche weitere Fernsehproduktionen, unter anderem über 360 Episoden der Reihe Die Anrheiner. Debiel lehrte Medienpädagogik an der Kölner Abteilung der Katholischen Fachhochschule NRW.
Ab 1995 baute Debiel in Köln sein eigenes Theater auf, die Freie Literaturbühne, wo er sowohl klassische Theaterliteratur als auch eigene Stoffe zur Aufführung brachte. Gesundheitsbedingt gab er das Theater 2008 auf.
Rudolf Debiel lebte zuletzt in einem Seniorenstift in Köln-Porz. Er war verheiratet und hatte zwei Töchter und einen Sohn. Debiel wurde am 22. Oktober 2015 nach einer Trauerfeier in der Kirche St. Michael in Porz-Niederzündorf auf dem Friedhof Niederzündorf beigesetzt.

## Filmografie (Auswahl)
- 1968: Mord in Frankfurt
- 1968: Der Unfall
- 1969: Rotmord (Produzent)
- 1969 ff.: Der Spatz vom Wallrafplatz (Fernsehserie, 36 Folgen)
- 1969: Das Ekel
- 1969: Die Dubrow Krise
- 1971: Tatort: Kressin stoppt den Nordexpress (Fernsehreihe)
- 1971: Das Messer (Fernsehmehrteiler)

- 1972: Einmal im Leben – Geschichte eines Eigenheims (Fernsehmehrteiler)

- 1974: Der Tod der Schneevögel

- 1977: Des Doktors Dilemma
- 1980: Ein Mann von gestern
- 1998–2005: Die Anrheiner (Fernsehserie)

## Werke
- Die Metaphorik des Schauspielerischen. Bonn 1956
- Die schauspielerische Arbeit. Berlin  2007
- Medien oder Die Teilhabe am Menschlichen. Berlin 2010